# كأس العالم 2010 المجموعة السادسة
مباريات المجموعة السادسة من كأس العالم لكرة القدم 2010 سوف تلعب من 14-24 يونيو.

|  |

| فريق      | النقاط | فرق | عليه | له | خ | ت | ف  | لعب |
| --------- | ------ | --- | ---- | -- | - | - | -- | --- |
| باراغواي  | 3      | 1   | 2    | 0  | 3 | 1 | +2 | 5   |
| سلوفاكيا  | 3      | 1   | 1    | 1  | 4 | 5 | −1 | 4   |
| نيوزيلندا | 3      | 0   | 3    | 0  | 2 | 2 | 0  | 3   |
| إيطاليا   | 3      | 0   | 2    | 1  | 4 | 5 | −1 | 2   |

| لو:                        | الباراغواي فازت على نيوزليندا | الباراغواي تعادلت مع نيوزيلندا     | نيوزيلندا فازت على الباراغواي       |
| إيطاليا فازت على سلوفاكيا  | الباراغواي، إيطاليا           | الباراغواي، إيطاليا                | نيوزيلندا، إيطاليا                  |
| إيطاليا تعادلت مع سلوفاكيا | الباراغواي، إيطاليا           | الباراغواي، (إيطاليا أو نيوزيلندا) | نيوزيلندا، الباراغواي               |
| سلوفاكيا فازت على إيطاليا  | الباراغواي، سلوفاكيا          | الباراغواي، سلوفاكيا               | نيوزيلندا، (الباراغواي أو سلوفاكيا) |

## الاستعدادات
يعود مارتشيلو ليبي لقيادة منتخب إيطاليا للحفاظ على اللقب ويقرر خوض 3 مباريات ودية فقط حيث تعادل مرتين مع الكاميرون سلبيًا ومع سويسرا 1-1 بينما خسر من المكسيك 1-2.
يقود الأرجنتيني جيراردو مارتينو منتخب الباراغواي منذ 4 سنوات حيث قرر خوض 5 مباريات ودية استعدادًا للبطولة وكانت مشجعة بالفوز على كوريا الشمالية 1-0 وعلى اليونان 2-0 بينما تعادل مع جنوب إفريقيا 1-1 ومع ساحل العاج 2-2 بينما خسر من إيرلندا 1-2.
يشارك ريكي هيربيرت مدرب منتخب نيوزيلندا في ثاني بطولة بعدما شارك في بطولة 1982 كلاعب. لعب منتخب نيوزيلندا 4 مباريات ودية خسر منها 3 وكانت أمام المكسيك 0-2، أستراليا 1-2، وسلوفينيا 1-3 بينما فاز على صربيا 1-0.
يشارك منتخب سلوفاكيا في البطولة للمرة الأولى في تاريخه حيث خاض مع مدربه فلاديمير فايس 3 مباريات ودية فقط حيث خسر من النرويج 0-1 ثم تعادل مع الكاميرون 1-1 ثم فاز على كوستاريكا 3-0.

## التشكيلات
أثار قرار ليبي استبعاد المهاجم جوسيبي روسي من القائمة النهائية الكثير من الجدل بسبب تقديمه لمستوى ثابت طوال الموسمين الماضيين. كما قرر استبعاد الظهير فابيو غروسو وضم الجناح ماورو كامورانيزي على الرغم من تعرضه للإصابة. كما ضمت قائمة المستبعدين كل من فرانشيسكو توتي، أنتونيو كاسانو، أنطونيو تشاندريفا، لوكا توني، وماركو بورييلو.
على الرغم من كثرة المهاجمين المتميزين أمثال روكي سانتا كروز، نيلسون فالديز، وأوسكار كاردوزو إلا أن مارتينو فضل أيضًا ضم الأرجنتيني المولد لوكاس باريوس للتشكيلة. على الرغم من خلو القائمة من أي مفاجئات إلا أن لاعب الوسط أوزفالدو مارتينيز سيشعر بالإحباط لعدم انضمامه لباقي زملائه.
قرر هيربيرت مدرب منتخب نيوزيلندا ضم لاعبان لم يسبق لهما المشاركة دوليًا قبل البطولة وهما وينستون ريد وآرون كلافام. على الرغم من استدعائه لجميع الأسماء المعروفة إلا أن هيربيرت فضل عدم ضم آرون سكوت الوحيد الذي شارك ضد منتخب البحرين في الدور الفاصل ولن يشارك في جنوب إفريقيا.
على الرغم من عدم اكتمال شفاء المدافع مارتين شكرتيل، المهاجمان روبرت فيتيك، وفيليب هولوسكو إلا أن مدرب منتخب سلوفاكيا فلاديمير فايس قرر ضمهم للتشكيلة واستبعاد حارس المرمى لوبوس كامنار، المدافعان لوبومير مخاليتش، وتوماس هوبوكان.

## المباريات

### إيطاليا-الباراغواي
أبدى الحارس الإيطالي جانلويجي بوفون قلقه من الكرة الجديدة المستخدمة في البطولة والتي تسمى جابولاني بسبب عدم استطاعة توقع مسارها. قرر لوكا توني ترشيح منتخب إنجلترا بدلا من منتخب بلاده للفوز بالبطولة  بينما أكد المهاجم فابيو كوالياريلا أن مكافأة أدائه العالي المستوى طوال الموسم حصل عليها بالمشاركة في البطولة. يرغب أنطونيو دي ناتالي في أن يكون مثل مهاجم منتخب إيطاليا السابق سلفاتوري سكيلاتشي الذي تألق في بطولة 1990 علما بأنه بدأ البطولة من على مقاعد الاحتياط. أكد المدافع فابيو كانافارو والمهاجم ألبيرتو جيلاردينو أن منتخب إيطاليا سيظهر بالمستوى المأمول اعتبارا من أولى مبارياته. شكا المهاجم فينتشينزو ياكوينتا من عدم تأقلمه باللعب في الجانب الأيمن بينما يفضل اللعب في الجانب الأيسر. قال لاعب الوسط دانييلي دي روسي بأن جميع المنتخبات ترغب في التغلب على حامل لقب البطولة  بينما قال لاعب الوسط أندريا بيرلو المصاب بأنه سيكون في المباراة الثالثة أمام منتخب سلوفاكيا  بينما أبدى ريكاردو مونتوليفو عن استعداده للحلول مكانه. أكد رئيس الاتحاد الإيطالي جيانكارلو أبيتي بأن الهدف الأول للمشاركة في البطولة هو الاحتفاظ باللقب. رشح مهاجم منتخب إيطاليا السابق كريستيان فييري بأن منتخب بلاده مرشح جدي للفوز بالبطولة لأنه يعتمد على الأداء الجماعي وليس على لاعب واحد  وأكد كلامه لاعب الوسط السابق ديميتريو ألبيرتيني  ومهاجم تشيلي وإنتر ميلان السابق إيفان زامورانو. قال الظهير جانلوكا زامبروتا بأنه مع زملائه سيبذلون كل طاقتهم من أجل الاحتفاظ باللقب. أبدى هداف بطولة 1990 سلفاتوري سكيلاتشي اقتناعه بأن ليبي ضم أفضل اللاعبين الموجودين حاليا. قال الظهير كريستيان ماجيو أن منتخب بلاده جاهز لخوض غمار البطولة  بينما أبدى لاعب الوسط المخضرم جنارو غاتوزو حذره من كثرة التصريحات التي قد تورط صاحبها. أكد المهاجم جيامباولو بازيني أن سر قوة منتخب إيطاليا تكمن في أسلوبه الجماعي في اللعب  بينما قال المدافع جورجو كييليني بأنهم سيعانون أثناء البطولة ولكنهم سيلتزمون بالوحدة. أثار مدافع منتخب إيطاليا المستبعد ماركو ماتيرازي الكثير من الاستنكار لأنه صرح بأنه ليس لديه الوقت لمتابعة مباريات منتخب بلاده في البطولة  بينما بعث المهاجم أليساندرو ديل بييرو برسالة دعم لزملائه. وفي المعسكر المقابل فإن المهاجم روكي سانتا كروز قال بأنه مستعد لتحطيم الدفاع الإيطالي  بينما قال البروفيسور فانني قائد مجموعة من المنجمين في الباراغواي أن منتخب بلاده سيتغلب على حامل لقب البطولة وأنه سيصل إلى الدور النصف النهائي. قال المدرب مارتينو بأنه يتوجب على لاعبيه اللعب بجدية إذا أرادوا الخروج بنتيجة إيجابية  وأكد حارس مرمى منتخب الباراغواي السابق خوسيه لويس تشيلافيرت بأن منتخب إيطاليا مليء باللاعبين الكبار في السن وبالتالي سيدب فيهم التعب مما ينعكس هذا الأمر لصالح منتخب بلاده. قال المهاجم الأرجنتيني المولد لوكاس باريوس بأنه يتوجب عليهم أن يستغلوا جميع الفرص المتاحة لتسجيل أكبر قدر ممكن من الأهداف. بدأت المباراة في تمام الساعة الثامنة والنصف بالتوقيت المحلي. في الدقيقة 38 يسجل المدافع أنتولين ألكاراز هدف التقدم لباراغواي من ركلة حرة قابلها برأسه داخل منطقة الجزاء بشكل متقن ورائع بعد أن باغت من كان يراقبه كانافارو ودي روسي ووضعها على يمين الحارس جيانلويجي بوفون. ويتعادل دانييلي دي روسي للمنتخب الإيطالي في الدقيقة 62 بمتابعة لعرضية من ركلة ركنية أخطأ حارس الباراغواي في التعامل معها لتنتهي المباراة بالتعادل 1-1. بعد نهاية المباراة صرح ليبي بأن الحارس بوفون يعاني من مشاكل في الظهر ولكنه سيعود في المباراة المقبلة  وصرح لاعب منتخب إيطاليا المستبعد فرانشيسكو توتي بأنه يشعر بالأسف لإصابة حارس كبير مثل بوفون. عبر المدافع كييليني عن رضاه عن أدائه في المباراة على الرغم من انتقاد وسائل الاعلام له على تسببه في دخول الهدف. أكد دي روسي أن نتيجة التعادل مع الباراغواي تعتبر إيجابية خصوصا أنه سبق له التغلب على البرازيل والأرجنتين في منافسات التصفيات  بينما عبر القائد كانافارو عن عدم رضاه من الأداء وأنه يتحمل جزء من مسئولية دخول الهدف. تحدث مهاجم منتخب إيطاليا المستبعد أنتونيو كاسانو بأنه يتمنى الخير لصالح منتخب بلاده ولكن ليس للمدرب ليبي. قال لاعب الوسط مونتوليفو بأنه سعيد بالأداء الذي قدمه في الشوط الثاني بعدما زالت منه رهبة البداية. قال الجناح ماورو كامورانيزي الذي دخل بديلا في الشوط الثاني بأنه سعيد وأن تلك من تكن سوى المباراة الأولى  بينما قال المهاجم ياكوينتا بأنهم قد لعبوا بشكل جيد. فيديريكو مارتشيتي الذي حل مكان بوفون في الشوط الثاني قال بأنه مستعد للحلول مكانه لو استمرت مشاكله في الظهر. وفي المعسكر المقابل أشادت وسائل الإعلام الباراغوايانية بالأداء والنتيجة التي تحققت  وهذا ما اتفق معه المدرب مارتينو  وصاحب الهدف ألكاراز. قال سانتا كروز بأنه يحتاج إلى بعض الوقت من أجل التأقلم على اللعب بكرة جابولاني.

### نيوزيلندا-سلوفاكيا
حصل لاعب الوسط تيم براون نائب قائد منتخب نيوزيلندا على الضوء الأخضر من الجهاز الطبي من أجل السماح له بالمشاركة في البطولة  بينما قال المدافع ريان نيلسن قائد المنتخب بأن نيوزيلندا ما زالت تحتاج للكثير لتكون في مستوى اللعب في مثل هذه البطولة. تعرض المدافع السلوفاكي مارتين شكرتيل إلى إصابة في آخر المباريات الودية مما أدى إلى إثارة القلق بشأن مشاركته في المباراة الأولى ولكن الجهاز الطبي أكد شفائه التام في الوقت المناسب. قال لاعب الوسط ماريك هامشيك أن منتخب إيطاليا مرشح كبير لتصدر المجموعة. بدأت المباراة في تمام الساعة الواحدة والنصف بالتوقيت المحلي. في الدقيقة 50 سجل المهاجم السلوفاكي روبرت فيتيك هدف برأسية جميلة استغل بها عرضية زميله ستانيسلاف شيستاك المتقنة وإن أوضحت الإعادة التلفزيونية وجود شك كبير حول كون اللقطة تسلل على المهاجم السلوفاكي. في الدقيقة الأخيرة من الوقت المحتسب بدل الضائع حين سجل وينستون ريد هدف التعادل النيوزلندي لتنتهي المباراة بالتعادل الإيجابي 1/1. بعد نهاية المباراة قال مدرب منتخب نيوزيلندا ريكي هيربيرت بأنه أفضل إنجاز حققه لصالح منتخب بلاده خصوصا أنها النقطة الأولى له في تاريخ البطولة بعدما خسر مبارياته الثلاث في بطولة 1982  بينما قال نظيره السلوفاكي فلاديمير فايس بأنه حزين لضياع نقاط مهمة وأنهم قد تدربوا جيدا من أجل عدم ارتكاب مثل هذه الأخطاء.

### سلوفاكيا - الباراغواي
أصر مارتين شكرتيل مدافع المنتخب السلوفاكي أن منتخبه لم يودع بعد منافسات البطولة رغم تعادله 1/1 أمام نيوزيلندا حيث قال الحقيقة أننا لم نخسر شيئا بعد لأن جميع فرق المجموعة متعادلة برصيد نقطة واحدة وما زال لدينا مباراتان أمام باراغواي وإيطاليا ويجب أن نحتفظ بتفاؤلنا وأن نحاول الفوز في هاتين المباراتين. لم نلعب جيدا في شوط المباراة الأول ولكننا بدأنا نلعب بمستوانا المعهود مع انطلاق شوط المباراة الثاني وسجلنا هدفا. وبعدها ارتكبنا خطأ وحيدا ودخل مرمانا هدف وهذا لم يكن أمرا جيدا، كان أمرا مخيبا للآمال ونشعر بحزن شديد بسببه لأنه عندما يدخل مرماك هدف في الدقيقة الأخيرة لا يكون هذا الأمر جيدا بالنسبة لك ولكن هذه هي كرة القدم وهذه هي الحياة. قال المدير الفني لمنتخب سلوفاكيا فلاديمير فايس سيتحتم علينا أن نركض أسرع كثيرا ويجب علينا أيضا أن نكون أكثر انضباطا. أصبحنا جاهزين من الناحية الجسدية والنظرية لمباراة الباراغواي. قال المهاجم روبيرت فيتيك أنه إذا حققنا الفوز فسنضع قدما في الدور الثمن النهائي. أعرب جيراردو مارتينو المدير الفني لمنتخب الباراغواي عن ارتياحه بالتعادل مع إيطاليا حيث قال لن نلعب من أجل التعادل مع سلوفاكيا. قال حارس مرمى منتخب الباراغواي خوستو فيلار بالنسبة لنا فإن التقدم ثم التعادل بالشكل الذي حدث أمر مزعج بعض الشيء لكن علينا أن نضع في الاعتبار أننا كنا نلاقي خصما كبيرا لذا فنحن سعداء بالنتيجة ولا تزال أمامنا مباراتان. بدأت المباراة في تمام الساعة الواحدة والنصف بالتوقيت المحلي. أسفر الضغط الهجومي لباراغواي عن هدف التقدم في الدقيقة 27 بعد هجمة منظمة للفريق مرر على إثرها اللاعب لوكاس باريوس الكرة بشكل رائع إلى زميله إنريكي فيرا داخل منطقة الجزاء فقابلها فيرا بلمسة سحرية موجها الكرة في زاوية صعبة على يمين حارس المرمى لتكون هدف التقدم. هدأ إيقاع اللعب في الدقائق التالية حتى نجح كريستيان ريفيروس في تسجيل الهدف الثاني في الدقيقة 86 عندما وصلت إليه الكرة على حدود منطقة الجزاء ليسددها قوية في الشباك على يمين الحارس سلوفاكيا ليقضي على آمال المنتخب السلوفاكي في تحقيق التعادل. تم اختيار لاعب وسط منتخب الباراغواي إنريكي فيرا أفضل لاعب في المباراة. أكد المدرب فلاديمير فايس أن منتخب باراغواي كان الأفضل واستحق الفوز قائلا خسرنا المباراة لأننا لم نكن جيدين في الهجوم. بعد مباراة اليوم لم تعد لدينا فرص كبيرة لبلوغ الدور التالي ولكننا سنبذل كل ما بوسعنا في المباراة أمام إيطاليا. أعرب إنريكي فيرا صاحب الهدف الأول عن ثقته بإنهاء منتخب بلاده الدور الأول محتلا صدارة المجموعة السادسة حيث قال إننا على الطريق الصحيح. هدفنا الآن هو صدارة المجموعة ويمكننا ذلك  بينما قال جيراردو مارتينو لعبنا بصورة طيبة وبتركيز كبير. من الصعب أن تلعب مباراة في بطولة كأس العالم دون أي مجازفة على مدار 90 دقيقة واليوم لعبنا بهذا الأسلوب ولذلك كان باستطاعتنا تسجيل مزيد من الأهداف.

### إيطاليا - نيوزيلندا
بدأت الدعوات تملأ إيطاليا طلبا لتعافي حارس مرماها الأساسي جانلويجي بوفون الذي خرج فيما بين شوطي مباراة بلاده الافتتاحية أمام باراغواي وقال المدرب مارتشيلو ليبي كان يعاني من آلام الظهر خلال الإحماء للمباراة ولكنه أراد أن يلعب وبعد شوط المباراة الأول قال إنه لا يستطيع مواصلة اللعب. لا أعرف إلى متى سيطول ابتعاده حتى يتعافى ولكن هذا ما سيخبرنا به الطبيب خلال الأيام القليلة المقبلة. أبدى مارتشيلو ليبي المدير الفني للمنتخب الإيطالي أسفه لعدم تمكن الفريق من الخروج بالنقاط الثلاث من أولى مبارياته إثر تعادله أمام باراغواي بهدف وأكد قائلا أمر مؤسف أننا حصلنا على نقطة واحدة فقط. كان بمقدورنا الخروج بالنقاط الثلاث، باراغواي لم تصل إلى مرمانا سوى مرة واحدة لكننا لعبنا بمعنويات وهو ما يمنح الثقة في المباريات المقبلة لهذا المونديال. قال لاعب الوسط الإيطالي ماورو كامورانيزي أنه لا يشعر بالألم لتعادل منتخب بلاده أمام باراغواي 1/1 حيث قال لا ألم، كان المهم عدم الخسارة. بالنظر إلى ما كانت عليه المباراة التي تأخرنا فيها بهدف المهم كان قلب الأوضاع والسعي إلى الفوز. للأسف لم نتمكن من تحقيقه لكن الوضع سيبقى متعادلا في المجموعة. الاتجاه السائد منذ بداية المونديال لدى كل الفرق هو الخوف من الهزيمة. كنا نعرف أن باراغواي فريق مكافح. عبر مارتشيلو ليبي المدير الفني للمنتخب الإيطالي عن ازدرائه من برنامج أذيع عبر احدي الإذاعات الخاصة شن حملة شماتة واسعة على المنتخب مع حلول المباراة الأولى والتي تعادلت فيها مع باراغواي 1/1 حيث قال لما اهتم بمثل هذه الأمور، إنكم أشخاص على مستوي مختلف عن هذا، لا يجب عليك حتى مجرد الحديث عن ذلك في وسائل الإعلام بعد هذه المباراة. أصيب منتخب إيطاليا بصدمة عنيفة بعد الإعلان عن تضاعف آلام ظهر حارس المرمى جانلويجي بوفون لتزيد بذلك احتمالات غيابه عن مباراة نيوزيلندا حيث قال طبيب المنتخب إنريكي كاستيلاتشي من الصعب الآن تحديد عودة الحارس للتدريبات مرة أخرى وأضاف أن بوفون شعر بآلام شديدة بسبب التهاب العصب الوركي قبل مباراة باراغواي التي انتهت بالتعادل بهدف لكل فريق وخرج بوفون بين الشوطين. أعرب حارس مرمى المنتخب الإيطالي جانلويجي بوفون عن مخاوفه من أن تحرمه مشاكل الظهر من استكمال مشاركته مع بلاده في حيث صرح قائلا إنني قلق للغاية بشأن مشاركتي في كأس العالم. بينما قال رئيس الاتحاد الإيطالي لكرة القدم جانكارلو أبيتي إن بوفون لاعب فريد من نوعه. قال حارس المرمى الاحتياطي الإيطالي فيديريكو مارتشيتي أشعر بالثقة في زملائي وأسعى وأعتزم الاستمتاع بالمباراة. إنني هادئ ومستعد لمساعدة فريقي. ماذا سيحدث إذا خسرنا ؟ لا أفكر في هذا. أفكر فقط في الفوز. بينما قال لاعب الوسط دانييلي دي روسي في كأس العالم لم تعد هناك المباريات التي تنتهي بالفوز 5/صفر أو 6/صفر. عدم التأهل للدور الثاني سيكون إخفاقا. سيكون مثل خروج المنتخب النيوزيلندي من الدور الأول لبطولة كأس العالم للرجبي. مهارتنا الخططية العالية يجب أن تقودنا للفوز ولكن يجب علينا أن نتعامل بجدية مع المنتخب النيوزيلندي وهذا التحدي. لا يمكننا التهاون مع إمكانيات الفريق المنافس. قال ريكي هيربيرت المدير الفني للمنتخب النيوزيلندي أثق في أن جميع منتخبات المجموعة كانت تعتقد أن النقاط الثلاث لمبارياتها مع نيوزيلندا ستكون محسومة وربما تغير نتيجتنا أمام سلوفاكيا وجهة نظر المنتخب الإيطالي قليلا. أعتقد أن جمال الأمر وروعته بالنسبة لنيوزيلندا هو أنه مهما حدث أمام إيطاليا لن نخرج من المنافسة بعد هذه المباراة مباشرة. أعرب النيوزيلندي وينستون ريد عن اعتقاده بأن هدف التعادل الذي سجله في شباك سلوفاكيا قد يصبح نقطة انطلاق للمزيد من الأشياء الرائعة بالنسبة له ولبلاده حيث قال إذا نظرت إلى الابتسامة التي علت وجوه اللاعبين فإن ذلك يدل على الأمر برمته، هذا بالتأكيد أهم هدف طوال مسيرتي. لفترة طويلة كنت أتنقل بين البلدين وكنت اسأل نفسي ما إذا كنت مواطن نيوزلندي أم دنماركي. تحدث لي اتحاد الكرة الدنماركي حينما كنت في السابعة عشر ولكن في ذلك الوقت لم أكن قادرا على اتخاذ مثل هذا القرار الكبير. أتمنى أن يتسبب هذا الهدف في انطلاق كرة القدم في نيوزيلندا. الرجبي والكريكيت يسيطران هناك ولكن إذا قدمنا بطولة جيدة أتمنى أن يثير ذلك اهتمام الأطفال. الآن أمنيتي هي الانتقال لمسابقة أعلى من الدوري الدنماركي. أعرب كريس كيلن مهاجم نادي ميدلزبره الإنجليزي عن أمله في أن تساعده مشاركته مع منتخب نيوزيلندا في نهائيات بطولة كاس العالم الحالية على الحصول على عقد جديد مع ناديه حيث قال إنه وقت عظيم بالنسبة لي ولاشك في أن مشاركتي وإظهاري لإمكانياتي كان أمرا مهما وما زالت المحادثات قائمة. لم يتصل بي المدرب (في ميدلزبره جوردن ستراتشان) منذ شهر تقريبا ولكنني لست قلقا حول هذا الشأن الآن فكل قلقي منصب هنا وعلى محاولتنا اجتياز دور المجموعات. قال الكثيرون إننا سنتواجد في كأس العالم ككمالة عدد ولكن هذا ليس صحيحا. آمل أن يبدي لنا المزيد من الناس بعض الاحترام بعد مباراة اليوم. لن ننجرف وراء مشاعر السعادة ولكننا سنبذل قصارى جهدنا ونرى إلى أين سيؤدي بنا ذلك. لدينا العديد من اللاعبين الأقوياء وأعتقد أننا ربما تسنح لنا بعض الفرص التهديفية لو لعبنا تمريرات عرضية داخل منطقة الجزاء. بدأت المباراة في تمام الساعة الرابعة بالتوقيت المحلي. باغت المنتخب النيوزيلندي منافسه بهدف مبكر في الدقيقة السابعة اثر ضربة حرة وصلت منها الكرة إلى داخل منطقة الجزاء ولمست مدافع وقائد المنتخب الإيطالي فابيو كانافارو لتتهيأ أمام شاين شميلتز الذي أودعها في الشباك بسهولة على يمين الحارس فيدريكو مارتشيتي. أطلق الحكم الغواتيمالي كارلوس باتريس صفارته في الدقيقة 28 معلنا عن ضربة جزاء للمنتخب الإيطالي بعدما جذب النيوزيلندي تومي سميث اللاعب دانييلي دي روسي من قميص اللعب أمام المرمى النيوزيلندي ليمنعه من الوصول للكرة وأنذر الحكم اللاعب سميث وتقدم فينشينسو ياكوينتا لتسديد ضربة الجزاء حيث أحرزها مسجلا هدف التعادل في الدقيقة 29 لتنتهي المباراة بالتعادل 1/1. تم اختيار لاعب وسط منتخب إيطاليا دانييلي دي روسي أفضل لاعب في المباراة. تخلى المدرب مارتشيلو ليبي أخيرا عن تفاؤله المعتاد عندما اعترف بأن المنتخب الإيطالي لم يقدم أشياء كبيرة أمس فقد كان التركيز قليلا ولم يحالفنا الكثير من الحظ. انتقد المحللون الرياضيون في نيوزيلندا الحركات التمثيلية لنجوم منتخب إيطاليا وانصياع الحكم الغواتيمالي كارلوس باتريس لهذه الحركات خلال مباراة نيوزيلندا أمام بطلة العالم التي انتهت بالتعادل 1/1.

### سلوفاكيا - إيطاليا
تحدث فلاديمير فايس المدير الفني للمنتخب السلوفاكي عن اللغة البذيئة التي تحدث بها مع الصحفيين الذي شككوا في الطريقة التكتيكية التي اتبعها خلال الهزيمة أمام باراغواي وقال فايس خلال المؤتمر الصحفي انه يعتذر عن الضجة التي حدثت حينما صاح في وجه الصحفيين خلال مؤتمر صحفي سابق. فجر حزب رابطة الشمال الإيطالي الانفصالي عاصفة من الجدل عندما قال أن منتخب بلاده سيقدم رشوة لنظيره السلوفاكي لضمان الفوز والتأهل لدور الثمن النهائي وأطلق أومبيرتو بوسي الذي يعد حزبه حليفا أساسيا لرئيس الوزراء سيلفيو برلسكوني هذه الاتهامات عندما طلب منه التكهن بنتيجة المباراة وبدأ الاحتكاك بين حزب الرابطة الشمالية والآزوري أمام العالم عندما قال الوزير روبرتو كالديرولي إنه سيكون تصرف غير أخلاقي من لاعبي المنتخب إذا حصلوا على مكافآت كبيرة في حالة الفوز في ظل الظروف الاقتصادية الراهنة. حاول لاعبو المنتخب الإيطالي تجاوز الإحباط من تعادلهم مع منتخب نيوزيلندا وأعطى المدير الفني مارتشيلو ليبي عطلة للاعبين بعد ظهر يوم الاثنين واستغل اللاعبون هذه العطلة في القيام ببعض الأعمال الترفيهية حيث ذهب اللاعب ماورو كامورانيزي للعب الجولف في حين فضل فابيو كوالياريلا وجيامباولو بازيني لقاء صديقتيهما من ناحية أخرى فضلت مجموعة من اللاعبين التسوق في مانديلا سكوير وفي نهاية اليوم التقى جميع أعضاء الفريق لتناول العشاء سويا ويأمل ليبي في أن يساهم هذا اليوم في شحذ طاقات اللاعبين قبل آخر مبارياتهم في دور المجموعات بالبطولة. شارك أندريا بيرلو لاعب وسط المنتخب الإيطالي في أول تدريب كامل له مع الفريق بعد تعافيه من الإصابة في ربلة الساق وشارك بيرلو أيضا في جزء من التقسيمة التي أجراها الفريق في اليوم السابق وذلك بعدما مارس بعض التدريبات الخفيفة ويأمل المدرب مارشيللو ليبي المدير الفني للفريق في إمكانية الدفع باللاعب خلال المباراة المرتقبة والحاسمة التي يخوضها في مواجهة نظيره السلوفاكي. بدأت المباراة في تمام الساعة الرابعة بالتوقيت المحلي. عندما هدأ فيها إيقاع اللعب وانحصر في وسط الملعب فاجأ المنتخب السلوفاكي نظيره الإيطالي بتسجيل هدف التقدم في الدقيقة 25 وجاء الهدف بعدما خطف زدينو شتربا الكرة من وسط الدفاع الإيطالي ومررها إلى زميله روبرت فيتيك الذي استغل غفلة الدفاع الإيطالي وسدد الكرة رائعة زاحفة على يمين الحارس فيديريكو مارتشيتي إلى داخل شباك إيطاليا محرزا هدف التقدم المباغت. أسقط فيتيك المنتخب الإيطالي بالضربة القاضية في الدقيقة 73 بتسجيل الهدف الثاني له ولسلوفاكيا حيث استغل تمريرة عرضية رائعة لعبها ماريك هامشيك زاحفة من الناحية اليمنى وقابلها فيتيك بتسديدة مباشرة في حراسة فابيو كانافارو إلى داخل الشباك من زاوية ضيقة للغاية على يسار الحارس ماركيتي. جدد أنطونيو دي ناتالي أمل المنتخب الإيطالي في الدقيقة 81 بتسجيل الهدف الأول للفريق اثر هجمة تبادل فيها كوالياريلا الكرة مع فينشينسو ياكوينتا وسدد كوالياريلا الكرة قوية من داخل منطقة الجزاء ولكنها ارتدت من الحارس لتجد دي ناتالي الخالي تماما من الرقابة ليودعها الشباك دون عناء. في الوقت الذي بحث فيه المنتخب الإيطالي عن هدف التعادل بدد اللاعب البديل كاميل كوبونيك آمال حامل اللقب بتسجيل الهدف الثالث للفريق السلوفاكي في الدقيقة 89 وذلك في غفلة من دفاع إيطاليا بعد دقيقتين من نزوله فقط. شهدت الدقائق التالية توترا شديدا في أعصاب اللاعبين ولكن كوالياريلا نجح في خطف الهدف الثاني في الدقيقة الثانية من الوقت بدل الضائع بتسديدة رائعة من خارج منطقة الجزاء مرت من فوق الحارس السلوفاكي وسكنت الشباك. تم اختيار مهاجم منتخب سلوفاكيا روبيرت فيتيك أفضل لاعب في المباراة. أعرب روبرت فيتيك مهاجم المنتخب السلوفاكي عن سعادته البالغة بفوز فريقه 3/2 على نظيره الإيطالي ولعب فيتيك دورا رائعا في فوز فريقه وسجل هدفين ليفوز بجائزة أفضل لاعب في المباراة. تركزت ردود الفعل الأولية عقب الخروج المبكر للمنتخب الإيطالي بطولة كأس العالم في كلمة واحدة الخزي وذكرت صحيفة لا جازيتا ديللو سبورت الإيطالية الرياضية في موقعها على الإنترنت عودوا للوطن بالخزي لتلخص بذلك الصحيفة شعور ملايين الإيطاليين الذين شاهدوا المباراة عبر شاشات التلفزيون في إيطاليا سواء في منازلهم أو في أماكن المشاهدة العامة. أعرب مارشيللو ليبي المدير الفني لمنتخب إيطاليا عن تحمل المسئولية كاملة بعد هزيمة الفريق 2/3 أمام نظيره السلوفاكي وأعرب ليبي عن حزنه بأن تنتهي مسيرته مع الفريق بهذه الطريقة السلبية وفاز ليبي مع الفريق بلقب كأس العالم 2006 بألمانيا. ذكرت وكالة أنباء أنسا الإيطالية أنه اتحاد الكرة الإيطالي حدد موعد الإعلان الرسمي عن تعيين تشيزري برانديلي في منصب المدير الفني للمنتخب الوطني الأول ووقع برانديللي عقدا يمتد لأربعة أعوام في 30 مايو الماضي ليخلف المدرب مارسيللو ليبي الذي قاد إيطاليا للفوز بلقب كأس العالم 2006 في منصب المدير الفني بعد عودة بعثة المنتخب من مونديال جنوب أفريقيا.

### الباراغواي - نيوزيلندا
أكد المدافعان كارلوس بونيت وباولو دا سيلفا أن منتخب باراغواي يريد اعتلاء قمة المجموعة السادسة لتجنب مواجهة منتخب هولندا القوي. أكد ريكي هيربيرت المدير الفني للمنتخب النيوزيلندي أن فريقه سيبدأ مباراته أمام باراغواي دون تغيير في القوام الأساسي وسيكون القائد ريان نيلسن الذي لم يخض التدريبات لمدة يومين بسبب تعرضه لنزلة معوية جاهزا للمشاركة في المباراة أمام بارغواي والتي سيتحول فيها الفريق الأبيض إلى اللون الأسود وأكد هيربرت أن نيلسن سيبدأ المباراة معربا عن ثقته في قدرة فريقه على مواصلة الأداء الذي ظهر به خلال التعادل 1/1 مع سلوفاكيا وإيطاليا. بدأت المباراة في تمام الساعة الرابعة بالتوقيت المحلي. انتهت المباراة بالتعادل السلبي بدون أهداف. تم اختيار مهاجم منتخب الباراغواي روكي سانتا كروز أفضل لاعب في المباراة. اعترف جيراردو مارتينو المدير الفني لمنتخب باراغواي أن فريقه في حاجة إلى التحسن وتطوير الأداء إذا أراد تحقيق هدفه المتمثل في الوصول إلى دور الربع النهائي للمرة الأولى في تاريخه وأكد مارتينو أن فريقه لم يلعب بشكل جيد في المباراة التي تعادل فيها فريقه مع نيوزيلندا سلبيا ولكنه أشار إلى أن باراغواي حققت هدفها المتمثل في الوصول إلى دور الثمن النهائي على رأس المجموعة ونوه مارتينو إلى أن أرضية الملعب الشبه اصطناعية لم تساعد فريقه وأكد المهاجم روكي سانتا كروز الفائز بجائزة رجل المباراة أن الفريق حقق هدفه المتمثل في الوصول إلى دور الثمن النهائي. تحول دينيس كانيزا إلى أول لاعب في تاريخ باراغواي يخوض أربع بطولات لكأس العالم بعدما شارك في المباراة التي انتهت بتعادل الفريق سلبيا مع نيوزيلندا وخاض اللاعب أول مباراة له في مونديال جنوب أفريقيا بعد أن شغل موقع كارلوس بونيت في مركز الظهير الأيمن وسبق لكانيزا أن لعب مباراتين مع منتخب بلاده في مونديال فرنسا عام 1998 إلى جانب مبارياته الأربع في مونديال كوريا الجنوبية واليابان عام 2002 ولقاءاته الثلاثة في مونديال ألمانيا عام 2006 ووضعه الأرجنتيني جيراردو مارتينو المدير الفني للفريق على مقاعد البدلاء خلال أول مباراتين في البطولة الحالية أمام إيطاليا وسلوفاكيا قبل أن يقرر المراهنة على خبرته للتأكيد على انتزاع بطاقة التأهل إلى دور الثمن النهائي ولم يخيب كانيزا ظن مدربه حيث كان من أنشط اللاعبين على مرمى نيوزيلندا وأطلق تسديدتين بعيدتي المدى على الحارس مارك باستون. برغم الخروج من الدور الأول أعرب ريكي هيربرت عن سعادته التامة بأداء لاعبيه وأكد هيربرت أنه بإمكان فريقه الآن العودة إلى الديار وهو يشعر بالفخر.

## إيطاليا × باراغواي
| إيطاليا             | 1 – 1   | باراغواي            |
| ------------------- | ------- | ------------------- |
| دانييلي دي روسي 63' | التقرير | 39' أنتولين ألكاراز |

| إيطاليا | البارغواي |

| إيطاليا:      |    |                         |     |     |
|               |    |                         |     |     |
| GK            | 1  | جانلويجي بوفون          |     | 46' |
| RB            | 19 | جانلوكا زامبروتا        |     |     |
| CB            | 5  | فابيو كانافارو (القائد) |     |     |
| CB            | 4  | جورجو كييليني           |     |     |
| LB            | 3  | دومينيكو كريتشيتو       |     |     |
| CM            | 6  | دانييلي دي روسي         |     |     |
| CM            | 15 | كلاوديو مارتشيزيو       |     | 59' |
| CM            | 22 | ريكاردو مونتوليفو       |     |     |
| RW            | 7  | سيموني بيبي             |     |     |
| LW            | 9  | فينشينسو ياكوينتا       |     |     |
| CF            | 11 | ألبيرتو جيلاردينو       |     | 72' |
| البدلاء:      |    |                         |     |     |
| GK            | 12 | فيديريكو مارتشيتي       |     | 46' |
| MF            | 16 | ماورو كامورانيزي        | 70' | 59' |
| FW            | 10 | أنطونيو دي ناتالي       |     | 72' |
| المدرب:       |    |                         |     |     |
| مارتشيلو ليبي |    |                         |     |     |

| بارغواي:        |    |                      |     |     |
|                 |    |                      |     |     |
| GK              | 1  | خوستو فيلار (القائد) |     |     |
| RB              | 6  | كارلوس بونيت         |     |     |
| CB              | 14 | باولو دا سيلفا       |     |     |
| CB              | 21 | أنتولين ألكاراز      |     |     |
| LB              | 3  | كلاوديو موريل        |     |     |
| RM              | 13 | إنريكي فيرا          |     |     |
| CM              | 15 | فيكتور كاسيريس       | 62' |     |
| CM              | 16 | كريستيان ريفيروس     |     |     |
| LM              | 17 | أوريليانو توريس      |     | 60' |
| CF              | 18 | نيلسون فالديز        |     | 68' |
| CF              | 19 | لوكاس باريوس         |     | 76' |
| البدلاء:        |    |                      |     |     |
| MF              | 11 | جوناثان سانتانا      |     | 60' |
| FW              | 9  | روكي سانتا كروز      |     | 68' |
| FW              | 7  | أوسكار كاردوزو       |     | 76' |
| المدرب:         |    |                      |     |     |
| جيراردو مارتينو |    |                      |     |     |

| رجل المباراة: أنتولين ألكاراز مساعدي الحكم: هيكتور فيرغارا مارفين سيزار تورينتيرا. الحكم الرابع: جويل أجيللار. الحكم الخامس: فرانشيسكو زومبا. |

## نيوزيلندا × سلوفاكيا
| نيوزيلندا         | 1 – 1   | سلوفاكيا        |
| ----------------- | ------- | --------------- |
| وينستون ريد 90+3' | التقرير | 50' روبرت فيتيك |

| نيوزيلندا | سلوفاكيا |

| نيوزيلندا:   |    |                     |       |     |
|              |    |                     |       |     |
| GK           | 1  | مارك باستون         |       |     |
| RB           | 4  | وينستون ريد         | 90+3' |     |
| CB           | 6  | ريان نيلسن (القائد) |       |     |
| CB           | 5  | إيفان فيسليتش       |       | 78' |
| LB           | 19 | تومي سميث           |       |     |
| RM           | 11 | ليو بيرتوس          |       |     |
| CM           | 7  | سيمون إليوت         |       |     |
| LM           | 3  | توني لوكهيد         | 42'   |     |
| RW           | 14 | روري فالون          |       |     |
| LW           | 10 | كريس كيلن           |       | 72' |
| CF           | 9  | شاين شميلتز         |       |     |
| البدلاء:     |    |                     |       |     |
| FW           | 20 | كريس وود            |       | 72' |
| MF           | 21 | جيريمي كريستي       |       | 78' |
| المدرب:      |    |                     |       |     |
| ريكي هيربيرت |    |                     |       |     |

| سلوفاكيا:    |    |                       |     |       |
|              |    |                       |     |       |
| GK           | 1  | يان موتشا             |     |       |
| RB           | 5  | رادوسلاف زابافنيك     |     |       |
| CB           | 16 | يان دوريكا            |     |       |
| CB           | 3  | مارتين شكرتيل         |     |       |
| LB           | 4  | ماريك تشيك            |     |       |
| DM           | 6  | زدينكو شتربا          | 55' |       |
| RM           | 7  | فلاديمير فيس          |     | 90+1' |
| CM           | 9  | ستانيسلاف شيستاك      |     | 81'   |
| LM           | 17 | ماريك هامشيك (القائد) |     |       |
| CF           | 11 | روبرت فيتيك           |     | 84'   |
| CF           | 18 | إيريك يندريسيك        |     |       |
| البدلاء:     |    |                       |     |       |
| FW           | 13 | فيليب هولوشكو         |     | 81'   |
| MF           | 15 | ميروسلاف ستوتش        |     | 84'   |
| MF           | 19 | يوراي كوتسكا          |     | 90+1' |
| المدرب:      |    |                       |     |       |
| فلاديمير فيس |    |                       |     |       |

| رجل المباراة: روبرت فيتيك مساعدي الحكم: سليستان نتاغونغيرا أنوك مولاف الحكم الرابع: رافشان إرماتوف الحكم الخامس: رافاييل إلياسوف |

## سلوفاكيا × باراغواي
| سلوفاكيا | 0 – 2   | باراغواي                               |
| -------- | ------- | -------------------------------------- |
|          | التقرير | 27' انريكه فيرا · 86' كريستيان ريفيروس |

| سلوفاكيا | باراغواي |

| سلوفاكيا:    |    |                  |     |     |
|              |    |                  |     |     |
| GK           | 1  | يان موتشا        |     |     |
| RB           | 2  | بيتر بيكاريك     |     |     |
| CB           | 3  | مارتين شكرتيل    |     |     |
| CB           | 21 | كورنيل سالاتا    |     | 83' |
| LB           | 16 | يان دوريكا       | 42' |     |
| DM           | 6  | زدينكو شتربا     |     |     |
| CM           | 17 | ماريك هامشيك     |     |     |
| RW           | 9  | ستانيسلاف شيستاك | 47' | 70' |
| LW           | 7  | فلاديمير فيس     | 84' |     |
| SS           | 8  | يان كوزاك        |     |     |
| CF           | 11 | روبرت فيتيك      |     |     |
| البدلاء:     |    |                  |     |     |
| FW           | 13 | فيليب هولوشكو    |     | 70' |
| MF           | 15 | ميروسلاف ستوتش   |     | 83' |
| المدرب:      |    |                  |     |     |
| فلاديمير فيس |    |                  |     |     |

| باراغواي:       |    |                  |     |     |
|                 |    |                  |     |     |
| GK              | 1  | خوستو فيلار      |     |     |
| RB              | 6  | كارلوس بونيت     |     |     |
| CB              | 14 | باولو دا سيلفا   |     |     |
| CB              | 21 | أنتولين ألكاراز  |     |     |
| LB              | 3  | كلاوديو موريل    |     |     |
| DM              | 15 | فيكتور كاسيريس   |     |     |
| CM              | 13 | إنريكي فيرا      | 45' | 88' |
| CM              | 16 | كريستيان ريفيروس |     |     |
| AM              | 18 | نيلسون فالديز    |     | 68' |
| SS              | 9  | روكي سانتا كروز  |     |     |
| CF              | 19 | لوكاس باريوس     |     | 82' |
| البدلاء:        |    |                  |     |     |
| DF              | 17 | أوريليانو توريس  |     | 68' |
| FW              | 7  | أوسكار كاردوزو   |     | 82' |
| MF              | 8  | إدغار باريتو     |     | 88' |
| المدرب:         |    |                  |     |     |
| جيراردو مارتينو |    |                  |     |     |

| رجل المباراة: إنريكي فيرا مساعدي الحكم: أفارست مانكواند بشير حساني الحكم الرابع: جويل أجيللار الحكم الخامس: فرانشيسكو زومبا |

## إيطاليا × نيوزيلندا
| إيطاليا                     | 1 – 1   | نيوزيلندا      |
| --------------------------- | ------- | -------------- |
| فينشينسو ياكوينتا 29' (ر.ج) | التقرير | 7' شاين شميلتز |

| إيطاليا | نيوزيلندا |

| إيطاليا:      |    |                   |  |     |
|               |    |                   |  |     |
| GK            | 12 | فيديريكو مارتشيتي |  |     |
| RB            | 19 | جانلوكا زامبروتا  |  |     |
| CB            | 5  | فابيو كانافارو    |  |     |
| CB            | 4  | جورجو كييليني     |  |     |
| LB            | 3  | دومينيكو كريتشيتو |  |     |
| DM            | 6  | دانييلي دي روسي   |  |     |
| DM            | 22 | ريكاردو مونتوليفو |  |     |
| CM            | 15 | كلاوديو مارتشيزيو |  | 61' |
| RW            | 7  | سيموني بيبي       |  | 46' |
| LW            | 9  | فينشينسو ياكوينتا |  |     |
| CF            | 11 | لبيرتو جيلاردينو  |  | 46' |
| البدلاء:      |    |                   |  |     |
| MF            | 16 | ماورو كامورانيزي  |  | 46' |
| FW            | 10 | أنطونيو دي ناتالي |  | 46' |
| FW            | 20 | جيامباولو بازيني  |  | 61' |
| المدرب:       |    |                   |  |     |
| مارتشيلو ليبي |    |                   |  |     |

| نيوزيلندا:   |    |               |     |       |
|              |    |               |     |       |
| GK           | 1  | مارك باستون   |     |       |
| RB           | 4  | وينستون ريد   |     |       |
| CB           | 6  | ريان نيلسن    | 87' |       |
| CB           | 5  | إيفان فيسليتش |     | 81'   |
| LB           | 19 | تومي سميث     | 28' |       |
| RM           | 11 | ليو بيرتوس    |     |       |
| CM           | 7  | سيمون إليوت   |     |       |
| LM           | 3  | توني لوكهيد   |     |       |
| RW           | 14 | روري فالون    | 14' | 63'   |
| LW           | 10 | كريس كيلن     |     | 90+3' |
| CF           | 9  | شاين شميلتز   |     |       |
| البدلاء:     |    |               |     |       |
| FW           | 20 | شاين شميلتز   |     | 63'   |
| MF           | 21 | جيريمي كريستي |     | 81'   |
| MF           | 13 | أندرو بارون   |     | 90+3' |
| المدرب:      |    |               |     |       |
| ريكي هيربيرت |    |               |     |       |

| رجل المباراة: دانييلي دي روسي مساعدي الحكم: ليونيل ليل كارلوس باستران الحكم الرابع: كومان كوليبالي الحكم الخامس: رضوان عشيق |

## سلوفاكيا × إيطاليا
| سلوفاكيا                                 | 3 – 2 | إيطاليا                                        |
| ---------------------------------------- | ----- | ---------------------------------------------- |
| روبرت فيتيك 25'، 73' · كاميل كوبونيك 89' | تقرير | أنطونيو دي ناتالي 81' · فابيو كوالياريلا 90+2' |

| سلوفاكيا | إيطاليا |

| سلوفاكيا:     |    |                   |     |       |
|               |    |                   |     |       |
| حارس مرمى     | 1  | يان موتشا         | 82' |       |
| ظهير أيمن     | 2  | بيتر بيكاريك      | 50' |       |
| قلب دفاع      | 3  | مارتين شكرتيل     |     |       |
| قلب دفاع      | 16 | يان دوريكا        |     |       |
| ظهير أيسر     | 5  | رادوسلاف زابافنيك |     |       |
| وسط مدافع     | 6  | زدينو شتربا       | 16' | 87'   |
| وسط مدافع     | 19 | يوراي كوسكا       |     |       |
| وسط أيمن      | 17 | ماريك هامشيك      |     |       |
| وسط أيسر      | 15 | ميروسلاف ستوتش    |     |       |
| مهاجم خلفي    | 11 | روبرت فيتيك       | 40' | 90+2' |
| مهاجم         | 18 | إريك يندريشيك     |     | 90+4' |
| البدلاء:      |    |                   |     |       |
| وسط           | 20 | كاميل كوبونيك     |     | 87'   |
| وسط           | 9  | ستانيسلاف شيستاك  |     | 90+2' |
| مدافع         | 22 | مارتين بيتراش     |     | 90+4' |
| المدرب:       |    |                   |     |       |
| فلاديمير فايس |    |                   |     |       |

| إيطاليا:      |    |                   |     |     |
|               |    |                   |     |     |
| حارس مرمى     | 12 | فيديريكو مارتشيتي |     |     |
| ظهير أيمن     | 19 | جانلوكا زامبروتا  |     |     |
| قلب دفاع      | 5  | فابيو كانافارو    | 31' |     |
| قلب دفاع      | 4  | جورجو كييليني     | 67' |     |
| ظهير أيسر     | 3  | دومينيكو كريتشيتو |     | 46' |
| وسط مدافع     | 6  | دانييلي دي روسي   |     |     |
| وسط محوري     | 8  | جنارو غاتوزو      |     | 46' |
| وسط محوري     | 22 | ريكاردو مونتوليفو |     | 56' |
| جناح أيمن     | 7  | سيموني بيبي       | 76' |     |
| جناح أيسر     | 10 | أنطونيو دي ناتالي |     |     |
| مهاجم         | 9  | فينشينسو ياكوينتا |     |     |
| البدلاء:      |    |                   |     |     |
| مدافع         | 2  | كريستيان ماجيو    |     | 46' |
| مهاجم         | 18 | فابيو كوالياريلا  | 83' | 46' |
| وسط           | 21 | أندريا بيرلو      |     | 56' |
| المدرب:       |    |                   |     |     |
| مارتشيلو ليبي |    |                   |     |     |

| أفضل لاعب في المباراة: روبرت فيتيك (سلوفاكيا) مساعد الحكم: دارين كان (إنجلترا) مايكل مالاركي (إنجلترا) الحكم الرابع: ستيفان لانوي (فرنسا) الحكم الخامس: إريك دانسولت (فرنسا) |

## باراغواي × نيوزيلندا
| باراغواي | 0 – 0 | نيوزيلندا |
| -------- | ----- | --------- |
|          | تقرير |           |

| الباراغواي | نيوزيلندا |

| الباراغواي:     |    |                     |     |     |
|                 |    |                     |     |     |
| حارس مرمى       | 1  | خوستو فيلار         |     |     |
| ظهير أيمن       | 4  | دينيس كانيزا        |     |     |
| قلب دفاع        | 5  | خوليو سيزار كاسيريس |     |     |
| قلب دفاع        | 14 | باولو دا سيلفا      |     |     |
| ظهير أيسر       | 3  | كلاوديو موريل       |     |     |
| وسط مدافع       | 15 | فيكتور كاسيريس      | 10' |     |
| وسط محوري       | 16 | كريستيان ريفيروس    |     |     |
| وسط محوري       | 13 | إنريكي فيرا         |     |     |
| مهاجم خلفي      | 9  | روكي سانتا كروز     | 41' |     |
| مهاجم خلفي      | 18 | نيلسون فالديز       |     | 67' |
| مهاجم           | 7  | أوسكار كاردوزو      |     | 66' |
| البدلاء:        |    |                     |     |     |
| مهاجم           | 19 | لوكاس باريوس        |     | 66' |
| مهاجم           | 10 | إدغار بينيتيز       |     | 67' |
| المدرب:         |    |                     |     |     |
| جيراردو مارتينو |    |                     |     |     |

| نيوزيلندا:   |    |               |     |     |
|              |    |               |     |     |
| حارس مرمى    | 1  | مارك باستون   |     |     |
| ظهير أيمن    | 4  | وينستون ريد   |     |     |
| قلب دفاع     | 6  | ريان نيلسن    | 56' |     |
| ظهير أيسر    | 19 | تومي سميث     |     |     |
| وسط مدافع    | 7  | سيمون إليوت   |     |     |
| وسط مدافع    | 5  | إيفان فيسليتش |     |     |
| وسط أيمن     | 11 | ليو بيرتوس    |     |     |
| وسط أيسر     | 3  | توني لوكهيد   |     |     |
| مهاجم خلفي   | 10 | كريس كيلن     |     | 79' |
| مهاجم خلفي   | 9  | شاين شميلتز   |     |     |
| مهاجم        | 14 | روري فالون    |     | 69' |
| البدلاء:     |    |               |     |     |
| مهاجم        | 20 | كريس وود      |     | 69' |
| وسط          | 22 | جيريمي بروكي  |     | 79' |
| المدرب:      |    |               |     |     |
| ريكي هيربيرت |    |               |     |     |

| أفضل لاعب في المباراة: روكي سانتا كروز (الباراغواي) مساعد الحكم: تورو ساغارا (اليابان) جيونغ هاي سانغ (كوريا الجنوبية) الحكم الرابع: كومان كوليبالي (مالي) الحكم الخامس: إناسيو مانويل كاندينو (أنغولا) |